# Clorur d'amoni
El clorur d'amoni és un compost inorgànic de fórmula química NH₄Cl. És una sal química blanca cristal·lina molt soluble en aigua. Les solucions de clorur d'amoni són lleugerament àcides. Aquest mineral és comú en llocs on es crema el carbó però també en alguns volcans i en la regalèssia (en petites quantitats). És el producte de la reacció entre l'àcid clorhídric i l'amoníac.

## Reaccions
El clorur d'amoni sembla sublimar quan s'escalfa, però en realitat és un procés de descomposició en amoníac i gas clorur d'hidrogen.
NH₄Cl → NH₃ + HCl
El clorur d'amoni reacciona amb una base forta i allibera gas amoníac:
NH₄Cl + NaOH → NH₃ + NaCl + H₂O

## Aplicacions

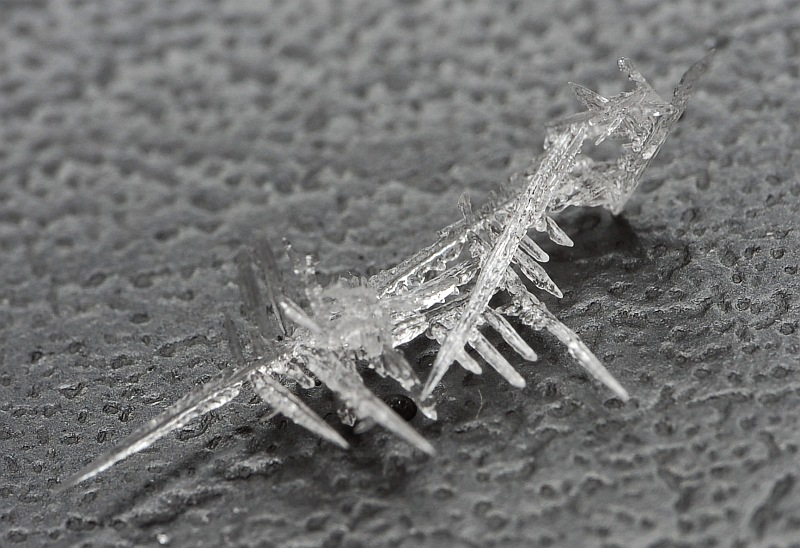
Cristalls de clorur d'amoni

La principal aplicació és com a font de nitrogen per als fertilitzants. El clorur d'amoni és un ingredient en focs artificials i explosius. En metal·lúrgia es fa servir per preparar els metalls als quals s'ha de donar una capa d'estany, galvanitzar o soldar. També es fa servir com expectorant en la tos. La seva acció és irritar la mucosa dels bronquis i fa més fàcil tossir. També es fa servir com a agent acidificant pel tractament d'alcalosis severes. En alguns països es fa servir el clorur d'amoni com additiu alimentari, codi E E510, normalment com nutrient del llevat en fabricar pa. També és un suplement per la ramaderia. Entre altres coses és un saboritzant d'alguns tipus de vodka sota el nom de Salmiakki Koskenkorva. El clorur d'amoni en laboratori es fa servir per produir baixes temperatures al laboratori. En solució al 5% en pous de petroli amb problemes amb l'argila. També és l'electròlit en la bateria de zinc-carboni i en xampú pels cabells.